# Día tras día
Día tras día es una película dramática española de 1951 dirigida por Antonio del Amo. Está escrita por Juan Bosch, Ignacio Rubio y el propio director.

## Argumento
Dos feligreses, Anselmo (Manuel Zarzo) y Ernesto (Mario Berriatúa), buscan enderezar su vida, y los ayuda el padre José (José Prada), y Luisa (Marisa de Leza), una muchacha, termina enamorada de Ernesto.

## Reparto
- Mario Berriatúa como Ernesto Fuentes.
- Marisa de Leza como Luisa.
- Manuel Zarzo como Anselmo.
- José Prada como el padre José.
- Carmen Sánchez como Doña Carmen, la madre de Ernesto.
- Jacinto San Emeterio como Don Andrés.
- Manuel Requena
- Manrique Gil como Tomás Juárez Solomillo.
- Julio F. Alymán
- Juan Vázquez
- Vicente Ávila
- Ramón de Oteyza
- Elisa Méndez
- Ofelia G. Otero
- Benito Cobeña
- Nela Conjiu
- Vicente Mullor
- Amelia Ortas
- José Ortiz
- Carmen Martín
- Antonio Barta
- Magda Peiró
- Tom como el perro de Anselmo.